# Hampshire
Hampshire (/ˈhæmpʃər/, /-ʃɪər/ ⓘ; viết tắt Hants) là một hạt bên bờ biển phía nam của Anh. Hạt có diện tích 3.769 km², dân số 1.286.000 người. Thủ phủ hạt đóng ở Winchester, một thành phố nhà thờ lịch sử đã từng là thủ đô của nước Anh. Hampshire là đáng chú ý cho nhà ở khai sinh của Hải quân Hoàng gia, quân đội Anh, và Không quân Hoàng gia. Hạt nghi lễ này giáp giới Dorset về phía tây, Wiltshire phía tây bắc, Berkshire, phía bắc Surrey từ phía đông bắc, và West Sussex sang đông. Nó là một phần giới hạn ở phía nam bờ biển của các kênh tiếng Anh và Solent. Hampshire là hạt lớn nhất trong khu vực Đông Nam nước Anh và lớn thứ ba shire quận ở Vương quốc Anh. Hampshire cũng đã bị mất số tiền nhất của đất trong các Đạo luật Chính phủ địa phương thay đổi ranh giới năm 1972 khắp nước Anh. Lúc cao điểm kích thước của nó vào năm 1889, Hampshire là quận lớn thứ năm ở Anh.
Hạt có tổng diện tích 3.700 km vuông (1.400 sq mi), với điểm của nó rộng nhất là khoảng 86 km (53 dặm) phía đông-tây và 76 km (47 dặm) Bắc-Nam. Điểm thu hút khách du lịch Hampshire của bao gồm khu nghỉ mát ven biển, các bảo tàng động cơ tại Beaulieu, với công viên quốc gia New Forest cả hai và South Downs (bao gồm khoảng 45% của quận). Hampshire có một lịch sử lâu dài hàng hải và hai cảng lớn nhất của nước Anh, Southampton và Portsmouth, nằm trên bờ biển của nó. Hạt nổi tiếng là quê hương của nhà văn như Jane Austen và Charles Dickens, cũng như nơi sinh của kỹ sư Isambard Kingdom Brunel.